# 金大西知
金大西知（?—?），4世纪新罗宗室，第十八任国王實聖麻立干的父亲。
金大西知的父亲是金末仇，卽金味邹的弟弟。大西知官至角干、伊湌。他的夫人是禮生夫人又作伊利夫人、企利夫人，昔登保阿干之女。奈勿王三十七年（392年）正月，高句麗遣使，奈勿王以高句麗广开土王强盛，送伊湌大西知之子實聖爲人質。奈勿王四十七年（402年），奈勿王死后，實聖即位，号称實主王、寶金王。